# Coupe du monde de marche 1989
Navigation
New York 1987 San José 1991
La 14e édition de la Coupe du monde de marche s'est déroulée les 27 et 28 mai 1989 dans les rues de L'Hospitalet de Llobregat, en Espagne.

## Tableau des médailles
| Rang | Nation             | Or | Argent | Bronze | Total |
| ---- | ------------------ | -- | ------ | ------ | ----- |
| 1    | Union soviétique   | 3  | 2      | 2      | 7     |
| 2    | Australie          | 1  | 1      | 0      | 2     |
| 3    | Allemagne de l'Est | 1  | 0      | 0      | 1     |
| 4    | Italie             | 0  | 1      | 2      | 3     |
| 5    | Chine              | 0  | 1      | 0      | 1     |
| 6    | France             | 0  | 0      | 1      | 1     |
|      | Total              | 5  | 5      | 5      | 15    |

## Podiums

### Hommes
| Épreuve                             | Or                                                   | Argent                                               | Bronze                                            |
| ----------------------------------- | ---------------------------------------------------- | ---------------------------------------------------- | ------------------------------------------------- |
| 20 km                               | Frants Kostyukevich Union soviétique 1 h 20 min 21 s | Mikhail Shchennikov Union soviétique 1 h 20 min 34 s | Yauhen Misyulya Union soviétique 1 h 20 min 47 s  |
| 50 km                               | Simon Baker Australie 3 h 43 min 13 s                | Andrey Perlov Union soviétique 3 h 44 min 12 s       | Stanislav Vezhel Union soviétique 3 h 44 min 50 s |
| Lugano Trophy - Combiné par équipes | Union soviétique 585 pts                             | Italie 534 pts                                       | France 516 pts                                    |

### Femmes
| Épreuve                          | Or                                          | Argent                                  | Bronze                             |
| -------------------------------- | ------------------------------------------- | --------------------------------------- | ---------------------------------- |
| 10 km                            | Beate Anders Allemagne de l'Est 43 min 08 s | Kerry Saxby-Junna Australie 43 min 12 s | Ileana Salvador Italie 43 min 24 s |
| Eschborn Cup - 10 km par équipes | Union soviétique 218 pts                    | Chine 212 pts                           | Italie 203 pts                     |